# Indocalamus
Indocalamus Nakai, 1925 è un genere di piante angiosperme monocotiledoni della famiglia delle Poacee.

## Distribuzione e habitat
Il genere è diffuso in Cina centro-meridionale, Laos e Vietnam.

## Tassonomia
Il genere comprende le seguenti specie:
- Indocalamus amplexicaulis W.T.Lin
- Indocalamus barbatus McClure
- Indocalamus bashanensis (C.D.Chu & C.S.Chao) H.R.Zhao & Y.L.Yang
- Indocalamus chebalingensis W.T.Lin
- Indocalamus chishuiensis Y.L.Yang & C.J.Hsueh
- Indocalamus confertus C.H.Hu
- Indocalamus cordatus T.H.Wen & Y.Zou
- Indocalamus decorus Q.H.Dai
- Indocalamus emeiensis C.D.Chu & C.S.Chao
- Indocalamus guangdongensis H.R.Zhao & Y.L.Yang
- Indocalamus herklotsii McClure
- Indocalamus hirsutissimus Z.P.Wang & P.X.Zhang
- Indocalamus hirtivaginatus H.R.Zhao & Y.L.Yang
- Indocalamus hispidus H.R.Zhao & Y.L.Yang
- Indocalamus hunanensis B.M.Yang
- Indocalamus inaequilaterus W.T.Lin & Z.M.Wu
- Indocalamus jinpingensis T.P.Yi & J.Y.Shi
- Indocalamus latifolius (Keng) McClure
- Indocalamus longiauritus Hand.-Mazz.
- Indocalamus macrophyllus C.F.Huang
- Indocalamus multinervis (W.T.Lin & Z.M.Wu) W.T.Lin
- Indocalamus pedalis (Keng) Keng f.
- Indocalamus petelotii (A.Camus) Ohrnb.
- Indocalamus pseudosinicus McClure
- Indocalamus pumilus Q.H.Dai & C.F.Huang
- Indocalamus quadratus H.R.Zhao & Y.L.Yang
- Indocalamus sinicus (Hance) Nakai
- Indocalamus suichuanensis T.P.Yi & Y.H.Guo
- Indocalamus tessellatus (Munro) Keng f.
- Indocalamus tongchuensis K.F.Huang & Z.L.Dai
- Indocalamus victorialis Keng f.
- Indocalamus youxiuensis T.P.Yi